# M2 (ракета)
М2 (MSBS M2, сокр. от фр. Mer Sol Balistique Strategique M2, буквально баллистическая стратегическая ракета морского базирования M2) — французская твердотопливная двухступентачатая баллистическая ракета для вооружения подводных лодок. Эволюционное развитие ракеты М1. Носителями ракет М2 являлись атомные подводные ракетоносцы типа «Le Redoutable» с 16 ракетами на борту. Принята на вооружение в 1973 году.

## История
Идея создания подводных лодок вооружённых баллистическими ракетами с ядерным зарядом возникла во Франции в тот же период, что и в СССР и США — в первой половине 1950-х годов. Первые попытки практической реализации проекта такой подводной лодки успеха не имели, столкнувшись во второй половине 1950-х годов с трудностями в создании атомного реактора. Готовой ракеты пригодной к размещению на ПЛ у Франции то же не было. Тем не менее, в 1960 году, следуя независимой политике де Голля и опасаясь втягивания в возможный конфликт на стороне НАТО, Франция отвергла предложения США о поставке БРПЛ типа «Поларис А-1» и об оказании помощи в завершении строительства ПЛАРБ в трехлетний срок.
Принимая, в 1963 году, окончательное решение о создании ракетно-ядерного оружия морского базирования, военное руководство Франции, базируясь на американском опыте и прогнозе развития технологий, решило наращивать боевые возможности своих ракетоносцев поэтапно. Придерживаясь, в отличие от натовской, ядерной доктрины «сдерживания» и учитывая собственное географическое положение, стратегические ядерные силы Франция формирует делая основной акцент на их морской компонент.
Успехи в создании во второй половине 1960-х годов собственной твердотопливной БРПЛ типа MSBS M1 на смесевом топливе, проектировавшейся исходя из возможности дальнейшего постепенного совершенствования ракет на сравнительно большой период времени, стимулировали строительство ПЛАРБ, которые должны были оснащаться более совершенными ракетами по мере их поступления на вооружение.
В 1969 году, не дожидаясь завершения испытаний M1 и ввода в строй первой лодки «Редутабль», в Аэроспасьяль (на тот момент ещё государственным объединением SEREB (фр. Societe d'etudes et de realisation d'engines ballistiques — Центр по изучению и разработке баллистических ракет) с субподрядчиками: Nord Aviation по первой ступени ракеты и Sud Aviation по второй ступени и головной части), были начаты работы по ракете с увеличенной дальностью M2. Одобрение Министерства вооруженных сил Франции на проект, было получено в начале 1971 года.
Лётные испытания MSBS M2 прошли в расположенном на Атлантическом побережье Франции Ландском испытательном центре (возле Бискаросса) в период с января по 20 июля 1973 года, в ходе которых было выполнено три пуска ракеты:
- первый пуск с опытовой лодки S655 «Жимнот»[англ.];
- второй пуск со штатного ракетоносца S610 «Фудруайян»[фр.] Le Foudroyant;
- третий пуск с наземного стенда испытательного центра.

В 1974 году ракета М2 была принята на вооружение, первой её получила третья построенная ПЛАРБ «Фудруайян», уже в сентябре 1974 года она вышла на боевое патрулирование.
Второй лодкой оснащённой M2 стала первая лодка серии — «Редутабль», вышедшая на боевое патрулирование с предшественницей M1 в январе 1972 года. В 1975 году её завели в док в Бресте для профилактического ремонта и перезарядки реактора, а также для перевооружения на ракеты М-2, в апреле 1976 года она снова вышла в плавание.
Вторая лодка серии «Террибль» вооружённая M1 и вставшая в док в 1976 году, после 13 выходов в патрулирование, была перевооружена сразу на ракеты М20. Последующие лодки S613 «Индомптабль» (1976) и S614 «Toннан» (1980) вступали в строй уже с M20, а S615 «Инфлексибль» (1985) с ракетой M4 имеющей разделяющуюся головную часть.
К концу 1970-х годов обе лодки имевшие M2 на борту — «Фудруайян» и «Редутабль», при очередных заходах в док на регламент, также были переоснащены M20.

## Тактико-технические характеристики
- Стартовая масса: 19 500 кг
- Длина: 10,67 метра
- Диаметр: 1,52 метра
- Головная часть: моноблочная, ядерная боеголовка MR 41, мощностью 0,5 Мт[1]
- Масса головной части: 1360 килограммов
- Максимальная дальность: 3200 километров
- Максимальная высота траектории (апогей): 600 км
- Точность (КВО): 2 км
- 1-я ступень: Р-10 с РДТТ SEP 904
  - Масса 1-й ступени — 11 300 кг
  - Длина 1-й ступени — 4,6 м
  - Материал корпуса РДТТ — сталь Vascojet 1000
  - Топливо — смесевое, изолан
  - Тяга ДУ — 440 кН (на уровне моря) (42 т по другим данным)
  - Продолжительность работы — 50 сек.
  - Органы управления — 4 поворотных сопла
- 2-я ступень: РДТТ Rita II
  - Масса 2-й ступени — 6 500 кг
  - Длина 2-й ступени — 3,0 м
  - Материал корпуса РДТТ — стеклопластик (намотка)
  - Топливо — смесевое, бутилан
  - Тяга ДУ — 28 т
  - Продолжительность работы — 60 сек.
  - Органы управления — впрыск фреона
- Система управления: автономная, инерциальная